# Корагатинський сільський округ (Шуський район)
Корага́тинський сільський округ (каз. Қорағаты ауылдық округі, рос. Корагатинский сельский округ) — адміністративна одиниця у складі Шуського району Жамбильської області Казахстану. Адміністративний центр — село Мойинкум.
Населення — 2483 особи (2021; 2525 у 2009, 2843 у 1999, 2829 у 1989).
Станом на 1989 рік існувала Корагатинська сільська рада (села Єнбек, Корагати, Мойинкум). 1997 року до складу округу була приєднана Актобинська сільська адміністрція, 2002 року округ був відновлений.

## Склад
До складу округу входять такі населені пункти:
| Населений пункт | Старі назви | Населення, осіб (1989) | Населення, осіб (1999) | Населення, осіб (2009) | Населення, осіб (2021) |
| --------------- | ----------- | ---------------------- | ---------------------- | ---------------------- | ---------------------- |
| Єнбек, село     | -           | 262                    | 306                    | 383                    | 260                    |
| Жиєнбет, село   | Корагати    | 471                    | 510                    | 442                    | 443                    |
| Мойинкум, село  | -           | 2096                   | 2027                   | 1700                   | 1780                   |